# Spring Hill (Kansas)
Pour les articles homonymes, voir Spring Hill.
Spring Hill est une municipalité américaine située dans les comtés de Johnson et de Miami au Kansas.
Lors du recensement de 2010, sa population est de 5 437 habitants dont 3 100 dans le comté de Johnson et 2 337 dans celui de Miami.

## Géographie
Selon le Bureau du recensement des États-Unis, la municipalité s'étend en 2010 sur une superficie de 8,61 milles carrés (22,3 km2), dont environ 0,1 mille carré (0,26 km2) d'étendues d'eau. La majeure partie de Spring Hill se trouve dans le comté de Johnson : 6,76 milles carrés (17,51 km2).

## Histoire
Spring Hill est fondée en 1857 par James B. Hovey,, qui la nomme d'après une localité de l'Alabama. Le premier bâtiment du bourg est un hôtel construit par Hovey, le Old Traveler’s Rest.
Dans les années 1870, la ville se déplace de quelques kilomètres pour se rapprocher du chemin de fer, après avoir refusé de payer 15 000 dollars pour que les voies traversent le bourg. Elle devient une municipalité en 1885.

## Démographie
La population de Spring Hill est estimée à 6 618 habitants au 1er juillet 2017.
| Groupe          | Spring Hill (2016) | Kansas (2017) | États-Unis (2017) |
| --------------- | ------------------ | ------------- | ----------------- |
| Blancs          | 94,8               | 86,5          | 76,6              |
| Amérindiens     | 1,5                | 1,2           | 1,3               |
| Afro-Américains | 1,4                | 6,2           | 13,4              |
| Métis           | 1,3                | 3,0           | 2,7               |
| Asiatiques      | 0,9                | 3,1           | 5,8               |
|                 |                    |               |                   |
| Hispaniques     | 3,5                | 11,9          | 18,1              |

Le revenu par habitant était en moyenne de 26 498 dollars par an entre 2012 et 2016, en-dessous de la moyenne du Kansas (28 478 dollars) et de la moyenne nationale (29 829 dollars). Sur cette même période, 5,2 % des habitants de Spring Hill vivaient sous le seuil de pauvreté (contre 12,1 % dans l'État et 12,7 % à l'échelle des États-Unis).